# Le Loup-garou (opéra)
Pour les articles homonymes, voir Loup-garou (homonymie).
Le Loup-garou est un opéra-comique en un acte composé par Louise Bertin en 1827 sur un livret d'Eugène Scribe et Édouard-Joseph-Ennemond Mazères.

## Contexte historique
Louise Bertin compose Le Loup-garou en 1827, deux ans après son premier opéra Guy Mannering, sur un livret d'Eugène Scribe et Édouard-Joseph-Ennemond Mazères. La thématique de l'opéra est celle du conte de La Belle et la Bête.

## Création
L'opéra a été créé le 10 mars 1827 à l'Opéra-Comique à Paris. Il s'agissait d'une soirée de bienfaisance aux victimes de l'hiver de 1827. Les rôles étaient tenus par Jean-Baptiste Chollet, Augustin Vizentini, Zoé Prévost et Marie-Julie Boulanger,.

## Personnages
| Rôle          | Voix          | Création, 10 mars 1827 |
| ------------- | ------------- | ---------------------- |
| Comte Albéric | baryton-ténor | Jean-Baptiste Chollet  |
| Raimbaud      |               | Valère                 |
| Bertrand      |               | Augustin Vizentini     |
| Alice         |               | Zoé Prévost            |
| Catherine     |               | Marie-Julie Boulanger  |

Quelques interprètes du 10 mars 1827
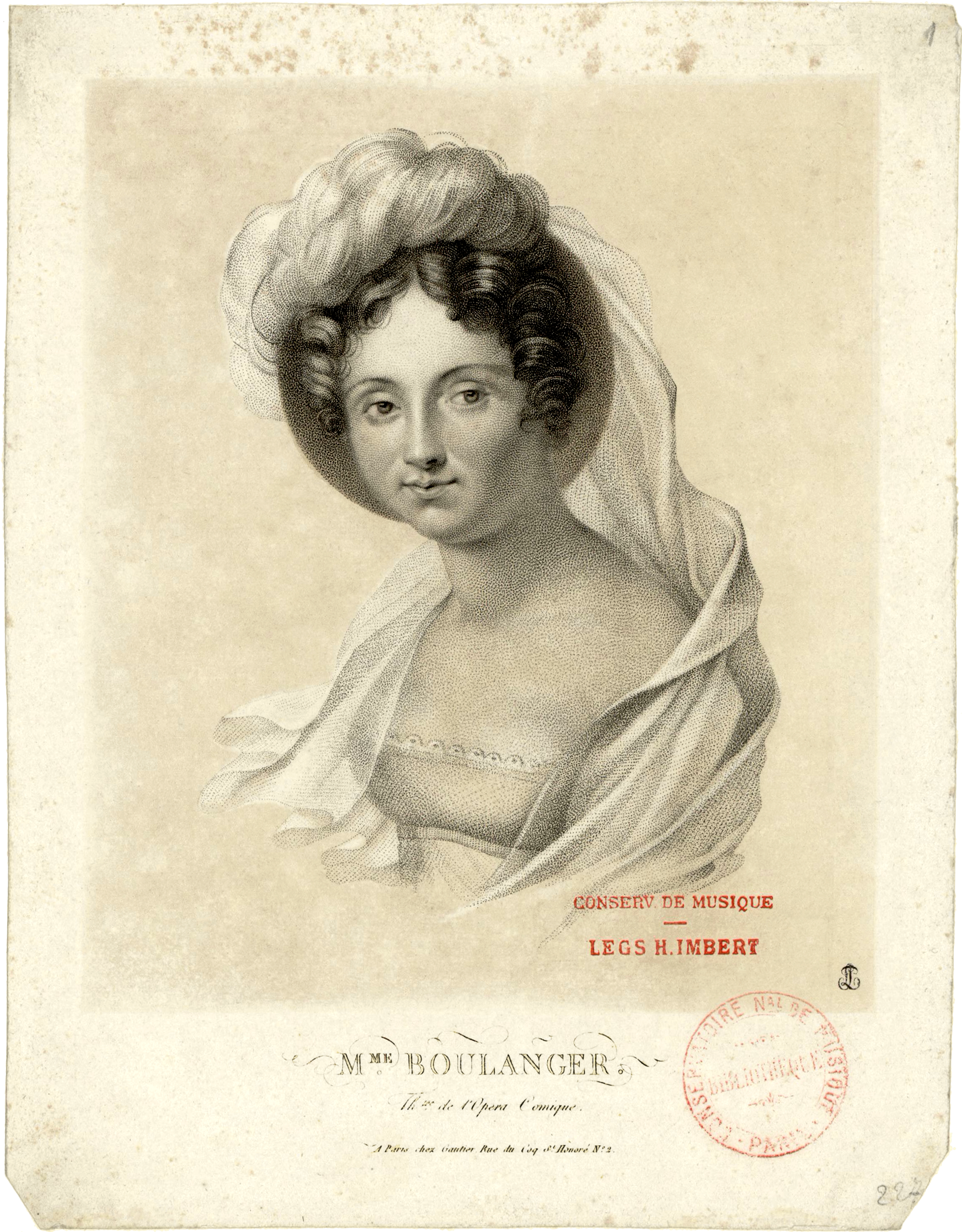
Marie-Julie Boulanger Halligner (1786 - 1850)
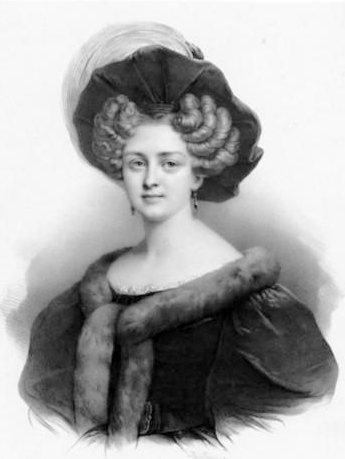
Zoé Prévost (1802 - 1861)
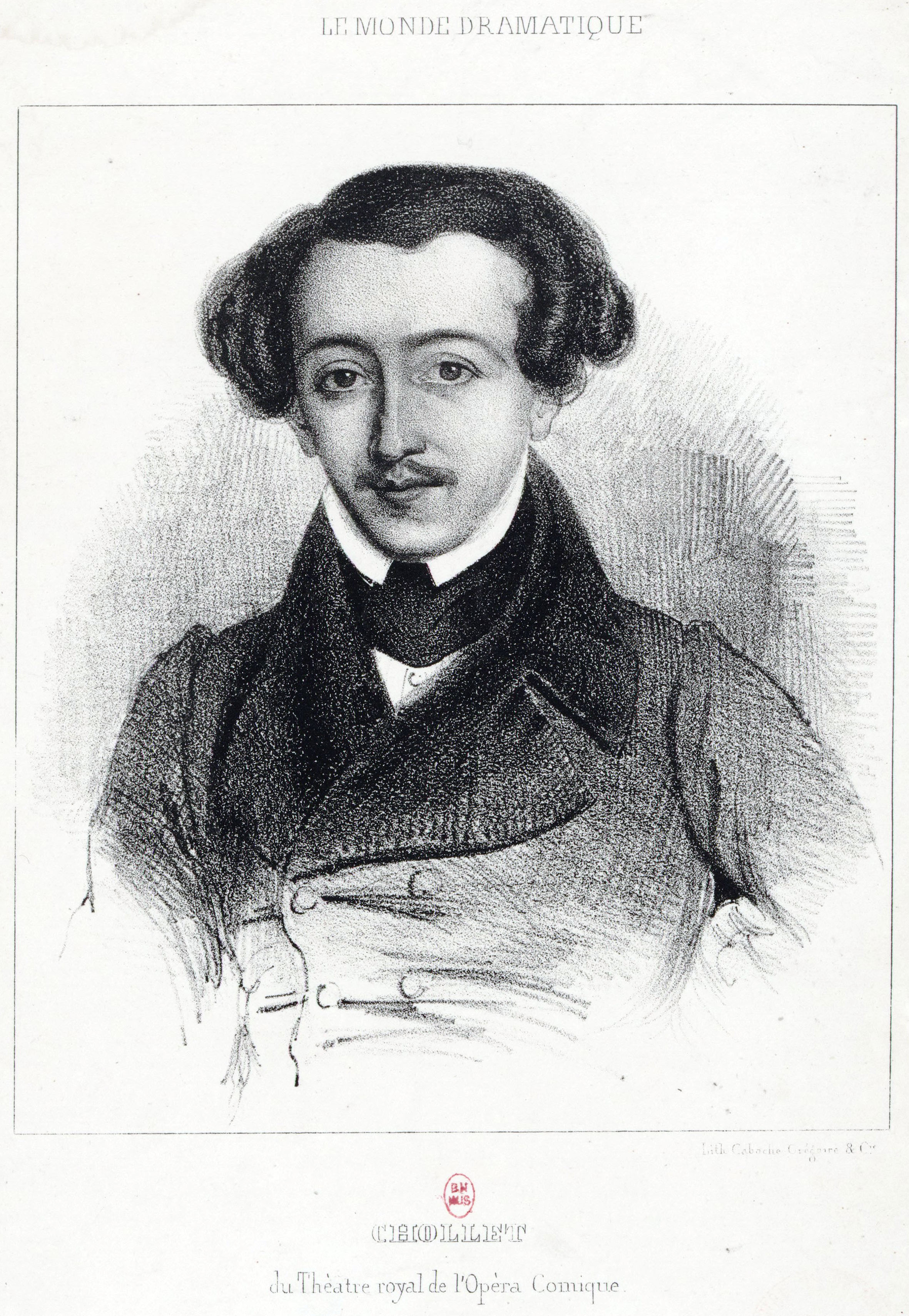
Jean-Baptiste Chollet (1798 - 1892)

## Résumé
L'action se passe en Bourgogne. Le comte Albéric est exilé par le duc de Bourgogne, pour s'être vengé des amants de sa bien-aimée. Pour pouvoir reparaître en société, récupérer ses terres et gagner la grâce du duc, il doit se marier sous vingt-quatre heures. Il souhaite cependant faire un mariage de cœur plutôt que de raison ou d'argent. Il se fait alors passer pour Hubert. Il tombe amoureux d'Alice, pupille de Raimbaud, lui-même concierge du château d'Albéric. Cependant, Alice va bientôt épouser Bertrand, même si elle éprouve un amour réciproque pour Albéric. Néanmoins, elle refuse d'épouser Albéric, car sous l'influence superstitieuse de Bertrand, elle prend Albéric pour le loup-garou qui terrorise le village depuis peu. Pour se venger, Albéric épouser Catherine, la deuxième pupille de Raimbaud, qui est d'ascendance noble, mais qui est amoureuse de Bertrand en secret. Mais peu après la demande d'Albéric, Bertrand vient voir Catherine, pour lui avouer son amour réciproque, et lui dire, comme il l'a fait avec Alice, qu'Albéric est un loup-garou. Catherine décide alors de rompre les promesses de fiançailles. De son côté, Alice, prise de remords, va échanger son anneau avec celui de Catherine avant de prévenir Albéric qu'un danger le guette, puisqu' Albéric est la cible d'un piège de Bertrand. Alice, persuadé qu'à tout moment Albéric va se transformer en loup-garou, décide cependant de l'épouser. Le quiproquo est finalement élucidé et Albéric fini par épouser Alice, tandis que Bertrand épouse Catherine.

## Analyse
Le fantastique est présent dans cet opéra avec la figure du loup-garou, mais il n'est pas représentatif du fantastique hoffmannien, dans lequel l'irruption du surnaturel reste inexpliqué. Ici, c'est un fantastique rationnel, à la Ann Radcliffe ou Walter Scott, où l'élément irrationnel est finalement expliqué, n'étant qu'un stratagème ou un quiproquo. Pour Matéo Crémades, l'usage du surnaturel dans Le Loup-garou s'apparente à celui de La Dame blanche de François-Adrien Boïeldieu, donné en 1825 sur la même scène, mais sans avoir le même succès. Cependant, les défauts de Guy Mannering ont en partie été corrigés, même si on trouve un langage harmonique peu sophistiqué qui ne s'éloigne pas des degrés forts (Ve et Ier degrés de la gamme), ainsi qu'un plan tonal cohérent, malgré quelques modulations dans des tons éloignés. Stylistiquement, l'œuvre est plutôt influencée par le style « à l'italienne ».

## Critiques
Pour beaucoup, la représentation de la pièce a été tumultueuse, ce qui n'empêchera pas la pièce d'être jouée vingt-quatre fois en 1827, faisant de cet opéra « la création la plus jouée à l'Opéra-Comique durant cette année ».
Une critique anonyme du 11 mars 1827, dans Le Figaro, fait un parallèle entre Le Loup-garou et Le Lapin blanc, opéra de Ferdinand Hérold n'ayant eu qu'une représentation, arguant que « le public de l'Opéra-Comique n'aime pas les bêtes ». L'auteur de l'article souligne l'invraisemblance du sujet, notamment le fait que tout le monde soit aussi superstitieux pour croire à ce point au loup-garou est « difficile d'admettre, même en se reportant aux temps les plus stupides ». Hormis cela, la critique est complaisante face aux chanteurs et à la partition, qui « ne manque ni de grâce ni de facilité ». Cependant, la dernière scène n'a pas été très bien accueillie. Trois jours après la parution de cette première critique, une seconde, toujours anonyme et dans le même journal, fait état de la deuxième représentation du Loup-garou. Là encore, c'est le jeu d'acteur des différents rôles qui sauve l'œuvre. L'auteur mentionne que la compositrice a souhaité rester anonyme et ne pas être citée aux côtés des auteurs du livret, mais que « pour une dame […] cet ouvrage est bien ».
Alice Wanda Landowski mentionne, dans son article, une critique du Courrier des Théâtres parlant d'un échec « malgré plusieurs pages pleines de fraîcheur et de mélodie ».